# ムッシュ・ピエール
ムッシュピエール（1971年8月17日 - ）は、大阪市在住のマジシャン。栃木県足利市出身。
大阪北新地でマジックバー「ＢＡＲ Magic Time（ばーマジックタイム）」を経営する。怪しげな風貌と高度な技術を併せ持つ特異な存在として日本を代表するマジシャンの一人でもある。血液型はB型。妻と二人暮らし。栃木県立足利高等学校卒業、大阪大学人間科学部中退。太田プロダクション所属。

## 人物・芸風
大阪大学入学当日に奇術研究会に入会。大阪のマジック・バー「バーノンズバー」で出会ったマジシャンルビー天禄に弟子入りし、現在の芸名と風貌、キャラクターが確立される。ステージマジック、テーブルマジック、流行のメンタルマジックなど多彩なジャンルのマジックをこなしマジシャンとしての確かな技術を持つ一方で、ムースでぴっちり固めた髪形に、マーカーで書いた口髭の風貌で登場。随所で「〜ざます」「トレびあ〜ん!」「ピエピエ」などの決め台詞で演出された、奇抜なキャラクターで世間の耳目を集める。
『笑っていいとも』『うたばん』『田舎に泊まろう』『クイズ雑学王』『世界仰天ニュース』『火曜サプライズ』『ダウンタウンDX』などのテレビ番組に出演し続けている。
本人によれば「ムッシュ・ピエール」と表記していたがより検索されやすくなるよう名刺やSNSの名前を「ムッシュピエール」とし中黒を使うことをやめたという。

### 年表
2004年9月、フジテレビ系列『ハッピーボーイズアワー爆笑おすピー問題!』の企画『日本マジック統一王座決定戦』にてふじいあきらと対戦して優勝。
2006年TBSの特番で、Mr.マリックとマジック対決を果たし、得点は僅差で敗れたものの、「実は手品というのは喋りが難しい。彼はテクニックも凄いけどキチっと喋れてるから、そこにビックリした。末恐ろしい。相当な経験値を持っている」と言わせしめる。本人曰く「いつになったらその『末』が来るのやら…」だそうだ。
2007年4月5日放送のテレビ朝日系列『徹子の部屋』に出演し、得意なネタを演じて見せた。黒柳徹子とともに「トレびあん」を行い感激する。大阪大学中退の理由については同級生と起業するためであったが、後に失敗したと語った。番組内において黒柳徹子は終始「トレびあ〜ん!」「○○ざます」という口調であった。
2008年5月2日放送の朝日放送テレビ『探偵!ナイトスクープ』に出演。依頼者の少女の祖父が得意であった「千円札の瞬間移動」というマジックのタネを解説し、依頼者に指導して家族の前で披露し成功させた。
2012年9月　指定難病の潰瘍性大腸炎を患っていると判明。以後寛解と再燃を繰り返す。
2012年10月1日大阪北新地に自身の店BAR Magic Timeを開業させ自ら連日ステージに立つ
2014年3月12日放送のTBS系列特番『年収格差バラエティピラミッド』では、年収1000万以上のマジシャンとして出演したが、よりスマートな方法でセレブ相手に同額程度稼いでいる若手マジシャンと比較され、MCの東野幸治から「ピエールとは真逆やな」と突っ込みを入れられる。
2015年12月30日 - テレビ朝日系列『TEGIWA』に出演。腕に覚えのあるマジシャンばかりの中に鎮座し出演者に賞賛を浴びる。
2019年10月 - デビュー20周年を記念し大阪ANAクラウンプラザホテルにてディナーショーを行った。
2021年3月21日　テレビ朝日系列『アタック25』タレント大会に出演。パネル12枚を獲得しトップ賞。自信なく答えたもののアタックチャンスをものにしハワイ旅行を獲得した。実際にハワイに行ったことを2024年10月にＸ（旧Twitter）で公表した。
2024年10月-9万人以上フォロワーがいるTIkTokアカウントに入れなくなったとつぶやく。